# 1976 en santé et médecine
| Années de la santé et de la médecine : 1973 - 1974 - 1975 - 1976 - 1977 - 1978 - 1979    |
| Décennies de la santé et de la médecine : 1940 - 1950 - 1960 - 1970 - 1980 - 1990 - 2000 |

Cet article présente les faits marquants de l'année 1976 en santé et médecine.

## Événements

### Chine
- 9 septembre : mort de Mao Zedong des suites d'une sclérose latérale amyotrophique ou maladie de Charcot[1].

### États-Unis
- 7 avril : fondation de la société de biotechnologie Genentech par Robert A. Swanson et le biochimiste Herbert Boyer[2],[3].

## Décès
- 20 juillet : Pierre Mâle (né en 1900), psychiatre français.